# 拟柄突和平水母
拟柄突和平水母（学名：Eirene lacteoides）为软水母亚纲和平水母科和平水母属的一种小型水母。主要分布于日本鸟羽、富山和茨城。